# Strobilurine
Les strobilurines sont un groupe de composés chimiques utilisés en agriculture comme fongicides.
Ils font partie du plus grand groupe des inhibiteurs externes de la quinone (QoI) qui agissent pour inhiber la chaîne respiratoire au niveau de complexe III. Ils inhibent la respiration des  cellules et ne sont pas spécifiques des champignons ,.
Parmi les strobilurines figurent l'azoxystrobine, le krésoxim-méthyle, la picoxystrobine, la fluoxastrobine, l'oryzastrobine, la dimoxystrobine, la pyraclostrobine et la trifloxystrobine.
Les strobilurines représentent un développement majeur dans les fongicides dérivés de champignons. Ces substances ont été extraites d'un champignon de l'ordre des Agaricales, Strobilurus tenacellus. Elles ont un effet suppressif sur d'autres champignons, en réduisant la compétition pour les nutriments ; elle inhibent le transfert d'électrons dans les mitochondries, ce qui perturbe le métabolisme et empêche la croissance des champignons cibles et de tout autre organisme possédant des mitochondries. Les strobilurines agissent principalement sur la germination des spores par inhibition de la respiration cellulaire.
Les strobilurines sont principalement des fongicides de contact avec une longue demi-vie dans la mesure où elles sont absorbées dans la cuticule et pas transportées plus loin.[réf. nécessaire]

## Structures moléculaires des strobilurines

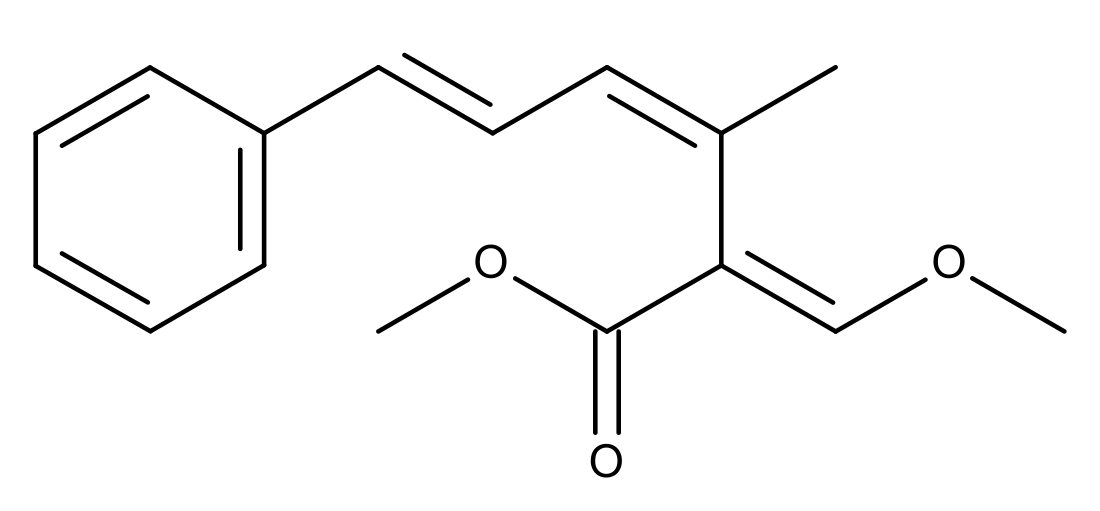
Strobilurine A.
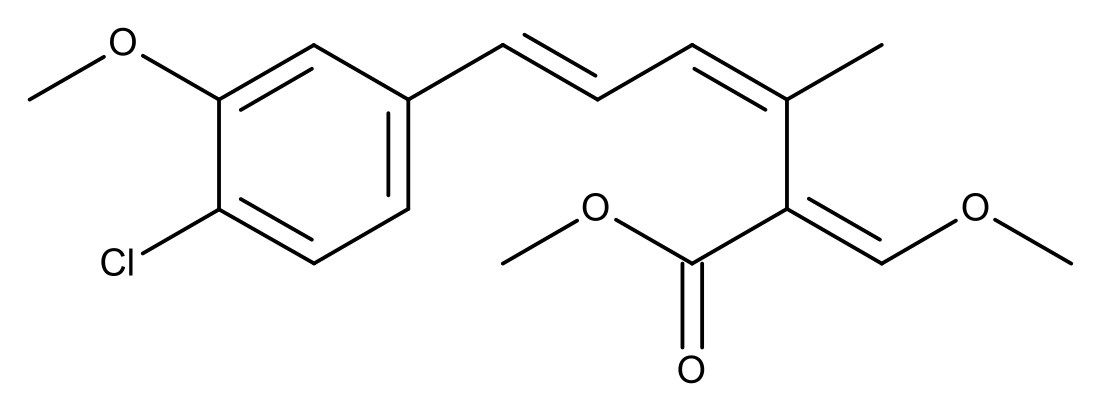
Strobilurine B.
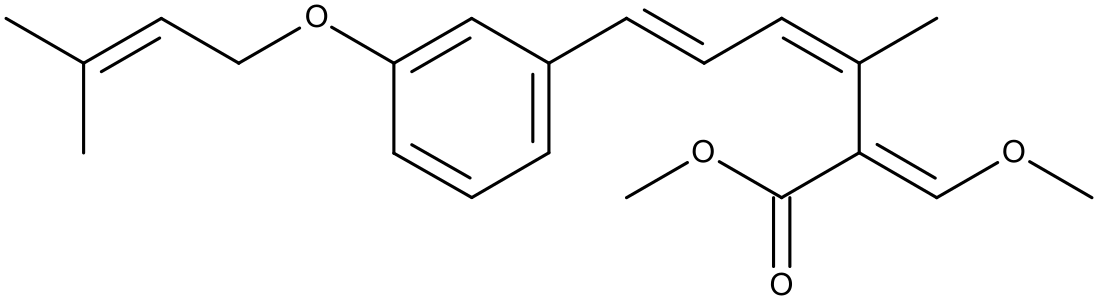
Strobilurine C.
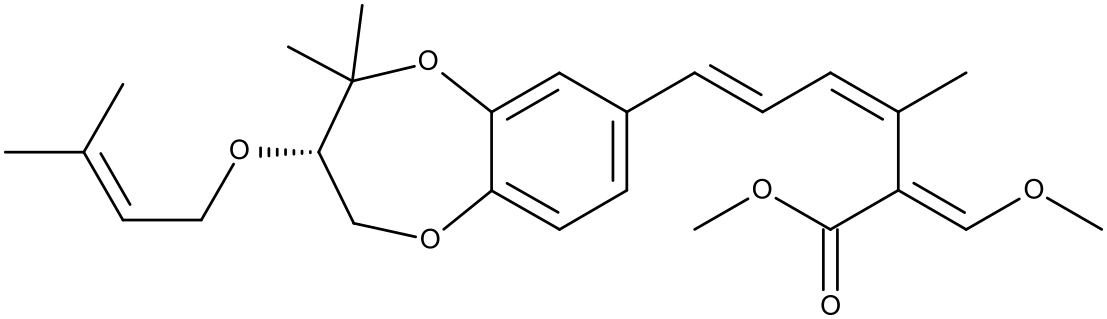
Strobilurine D.
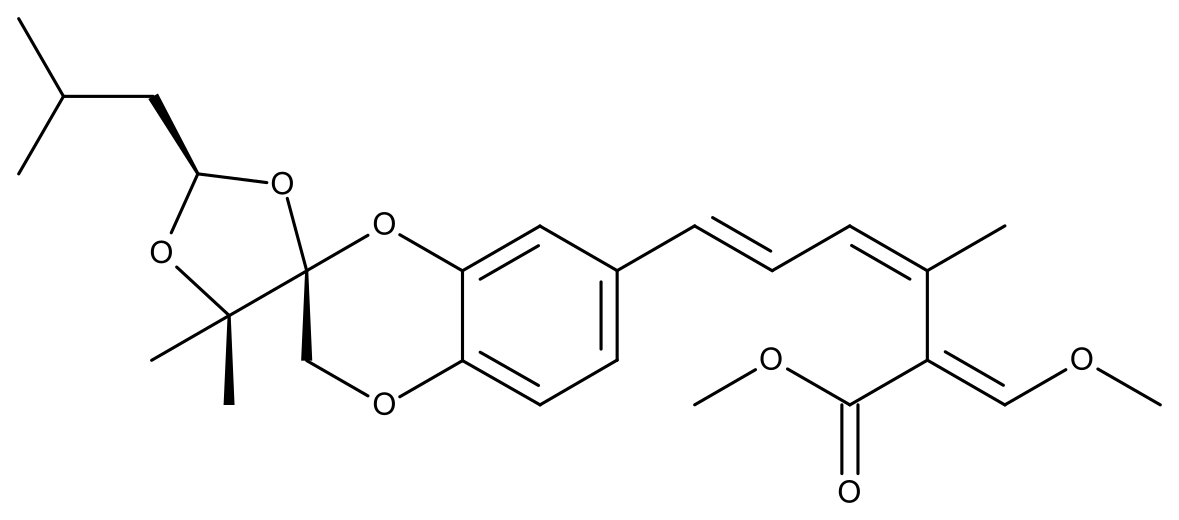
Strobilurine E.
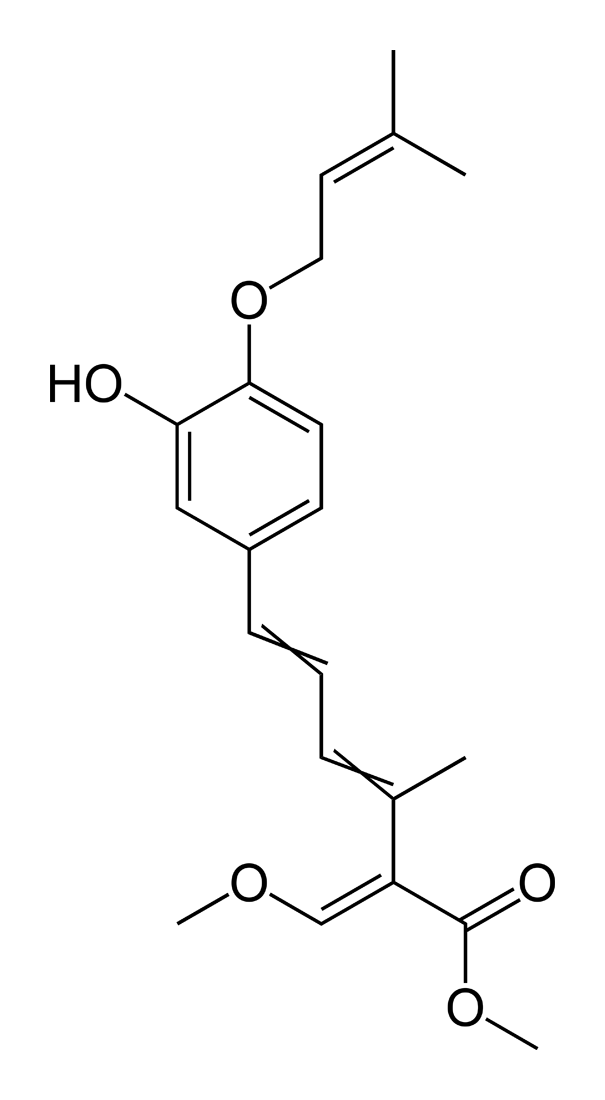
Strobilurine F.
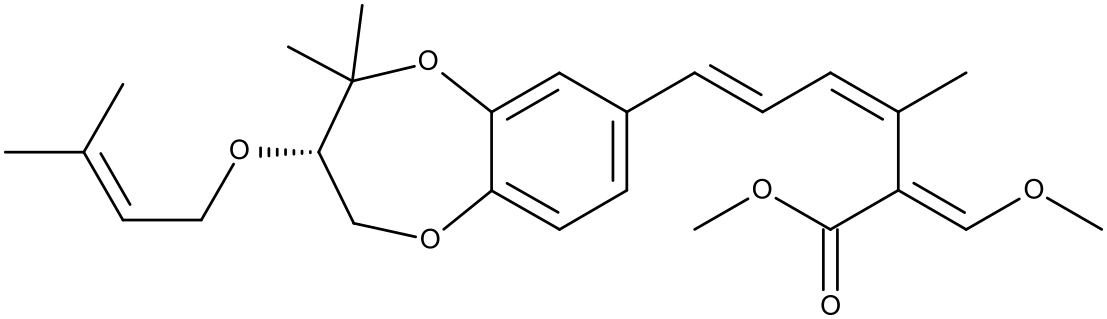
Strobilurine G.
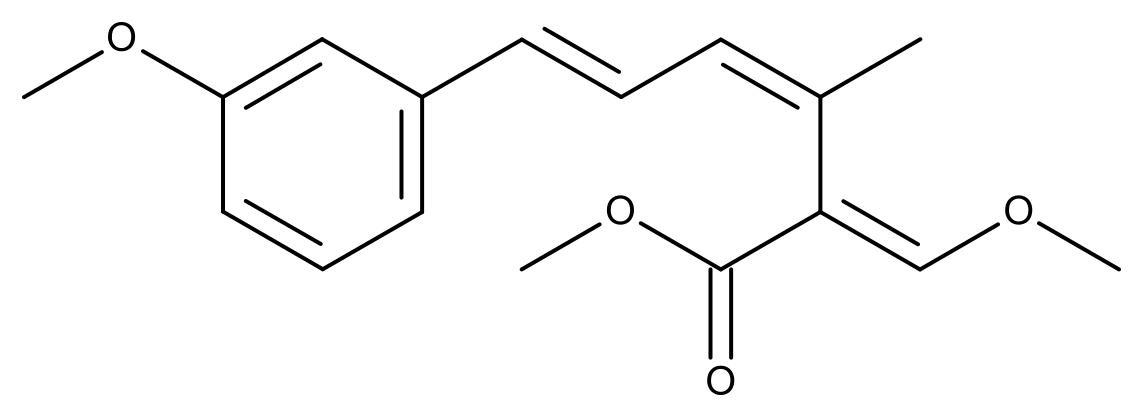
Strobilurine H.
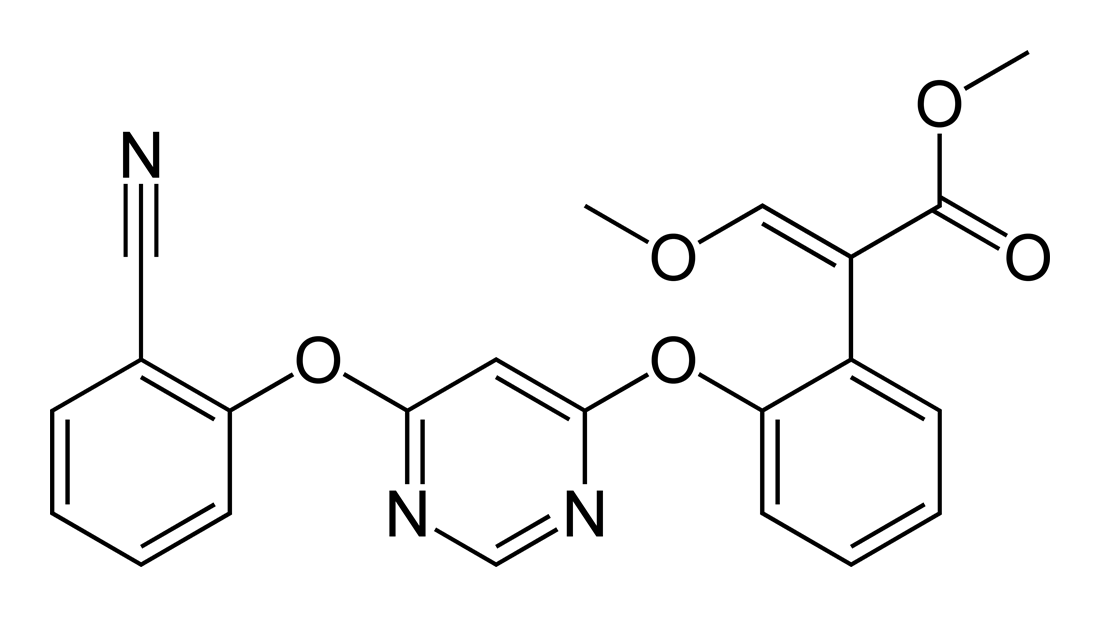
Azoxystrobine.
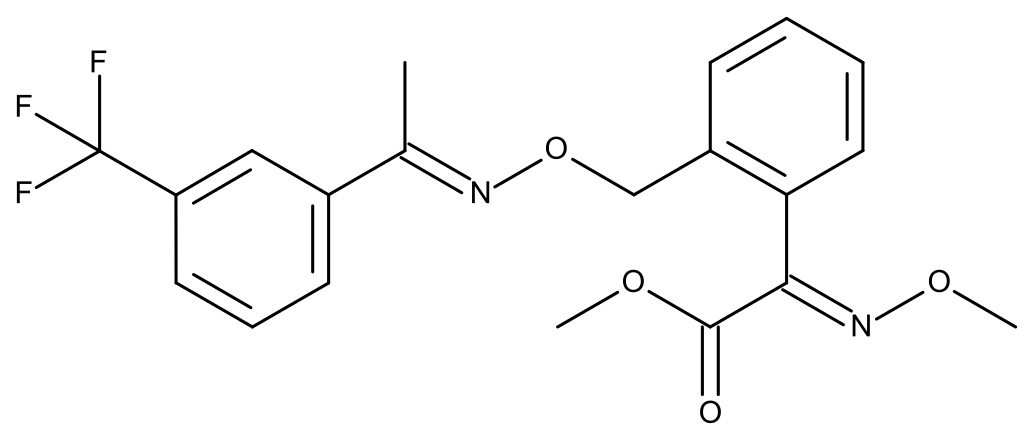
Trifloxystrobine.
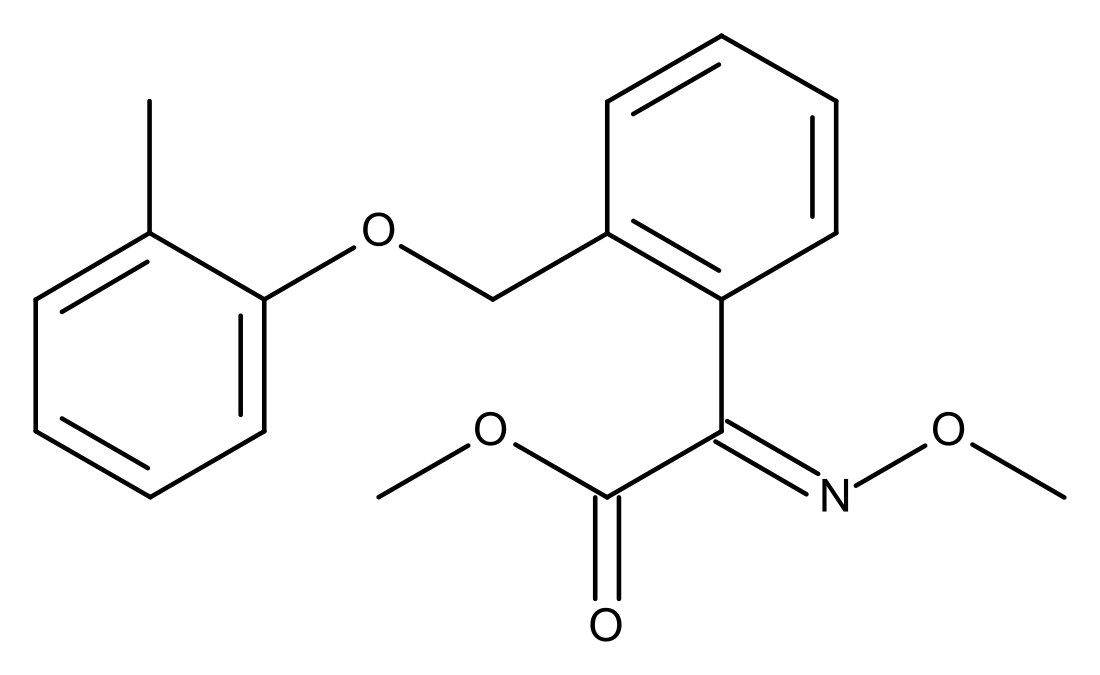
Krésoxim méthyle.